# Henri Pérennès
Henri Pérennès est un prêtre catholique du diocèse de Quimper et Léon et un historien breton, né à Tréboul le 11 août 1875 et mort le 5 mars 1951  à Douarnenez.

## Biographie
Après des études au petit séminaire de Pont-Croix, il est envoyé au Séminaire français de Rome, où il obtiendra un doctorat en philosophie et un doctorat en théologie. Ordonné prêtre en 1898, il est d’abord professeur au séminaire Saint-Jacques de Guiclan en 1900, puis directeur au grand séminaire de Quimper en 1901 où il enseigne pendant vingt-trois ans l’Écriture Sainte.
Nommé chanoine honoraire en 1923, il devient aumônier de l’hôpital de Quimper en 1924, puis de la clinique du Clos à Douarnenez en 1945. Il sera par la suite prêtre résidant à Ploudaniel en 1947, à Lampaul-Plouarzel en 1949, et à Tréboul en 1950, paroisse où il est décède le 5 mars 1951.
Bibliste, il publia plusieurs ouvrages dont une traduction du Livre des Psaumes en 1922. Historien, il prendra à partir de 1927, la direction du Bulletin diocésain d’art et d’archéologie du diocèse de Quimper et Léon, dans lequel il publie de très nombreuses notices paroissiales, puis deviendra vice-président de la Société Archéologique du Finistère. Outre ses travaux scripturaires et liturgiques, il rédigea plusieurs biographies d’évêques, de missionnaires, et de personnalités religieuses et ecclésiastiques, ainsi que de nombreuses monographies locales. Il publia également plusieurs articles sur les cantiques et chansons bretonnes, notamment dans la revue Annales de Bretagne, à partir de ses propres collectes ou en faisant appel à d’autres prêtres, comme les abbés Henri Guillerm, Joseph Besco, ou le chanoine Jérôme Buléon.
Par ses travaux sur Les Prêtres du diocèse de Quimper morts pour la Foi ou déportés pendant la Révolution, il fut l’un des acteurs du procès informatif de la « cause des Martyrs bretons de la Révolution » (1931-1932). Il fut également de 1934 à 1948 le vice‐postulateur (postulateur diocésain) de la cause de béatification de Dom Michel Le Nobletz, dont il publia en 1934 une Vie dite « manuscrite », qu’il datait du XVIIe siècle et attribuait au père Julien Maunoir.
À son décès en mars 1951, il préparait la publication d’un Dictionnaire topographique du Finistère.

## Publications

### Études bibliques
- Cantiques de Sion, Paris, Beauchesne, 1919, 43 p.
- Les psaumes : traduits et commentés, Saint-Pol-de-Léon, Feiz ha Breiz, 1922, 315 p.
- Leçons d'écriture sainte : à l'usage des candidats au brevet d'instruction religieuse le Nouveau Testament, Paris, Bloud & Gay, 1924, 260 p.
- Introduction générale aux saintes écritures : en appendice les principaux documents ecclésiastiques relatifs à la Bible, Paris, Bloud & Gay, 1926, 325 p.

### Études liturgiques
- Les psaumes dans la liturgie romaine, Quimper, Guivarch / Lille, Desclée de Brouwer, 1923, 112 p.
- Préparation à la Messe grecque, la messe grecque, la liturgie grecque des Funérailles, histoire de Salonique, [s.d.], 24 p.
- Au fil de l'année liturgique :
  - Au fil de l'année liturgique : temporal, tome 1, Paris, Tolra, 1947, 272 p.
  - Au fil de l'année liturgique : temporal, tome 2, Paris, Tolra, 1947, 272 p.
  - Au fil de l'année liturgique : temporal, tome 3, Paris, Tolra, 1947, 226 p.
  - Au fil de l'année liturgique : sanctoral, tome 4, Paris, Tolra, 1948, 318 p.

### Littérature bretonne
- Les hymnes de la fête des morts en Basse-Bretagne, Brest, Presse libérale, 1925, 83 p.
- Jean Guillou : Une gerbe de cantiques bretons composés par l'abbé Jean Guillou : recteur de Penmarc'h (1830-1887), Henri Pérennès, éditeur, [S.l.], [s.n.], [1931 ?], 46 p.
- Poésies et chansons populaires bretonnes : concernant des événements politiques et religieux de la Révolution française 1, Rennes, Oberthur, 1937, 497 p. ; Extrait des "Annales de Bretagne".

### Études historiques
- La mort en Basse-Bretagne, Quimper, Œuvres de jeunesse, 1924, 21 p.
- Le manuscrit de M. Boissière : contribution à l'histoire de la Révolution au diocèse de Quimper, Brest, Presse libérale, 1927, 246 p. (Extrait du Bulletin diocésain d'histoire et d'archéologie).
- Bro-Kerne sous la Terreur : Jean-Etienne Riou, Gabriel Raguénez, prêtres guillotinés à Quimper en 1794, Brest, Presse libérale, 1929, 69 p.
- avec Louis Saluden et Auguste Lemasson, Les prêtres du diocèse de Quimper morts pour la foi ou déportés pendant la Révolution, tome 1, Brest, Presse libérale, 1928, 544 p. ; tome 2, Brest, Presse libérale, 1929, 200 p.
- Diocèse de Quimper et Léon (ill. M. le vicomte Frotier de La Messelière), Plougastel-Daoulas : Notice à l'usage du Pèlerin et du Touriste, Quimper, 1er décembre 1940, 53 p., in-4° (lire en ligne)
- Sainte Anne chez nous : Sainte-Anne du Porzic et autres monuments du culte de Sainte Anne au diocèse de Quimper et de Léon, 2e éd, Rennes, Imp. "du Nouvelliste", 1941, 143 p. ill.
- Aviateurs alliés et journées tragiques de la Libération en quelques localités du Finistère, Rennes, La Voix de l'Ouest, 1946, 104 p.
- Dictionnaire topographique du Finistère : répertoire alphabétique des arrondissements, cantons, communes, villages, lieux-dits, Rennes, Imprimerie bretonne, 1950, 48 p.

### Biographies
- La vie du Vénérable Dom Michel Le Nobletz par le Vénérable Père Maunoir de la Compagnie de Jésus, Henri Pérennès (éditeur), Saint-Brieuc, Prud'homme, 1934, 445 p.
- M. Jean-Marie Abgrall : doyen du chapitre de la cathédrale de Quimper (1846-1926) , Brest, Presse libérale, 1926, 40 p.
- Jean-Marie-Dominique de Poulpiquet de Brescanvel : évêque de Quimper (1759-1840), un évêque breton, Quimper, Imprimerie Cornouaillaise, 1932, 63 p.
- Le père Jean-François Abgrall : des missions étrangères, Quimper, Imprimerie Cornouaillaise, 1930, 192 p. ill.

- Prix d’Académie 1931 de l’Académie française
- Quarante-deux ans sous le soleil de l'Indo-Chine : un grand breton : Jean-François Abgrall des missions étrangères, provicaire du Tonkin méridional (1854-1929), Zant-Briec [=Saint-Brieuc], Prud'homme, 1933, 446 p. ill. hors-texte.
- Monseigneur Quéméner[8] : évêque de Sura, 1643-1704. Un vieil évêque breton des missions étrangères, préface de Mgr de Guébriant, Quimper, Imprimerie Cornouaillaise, 1935, 206 p. ill.

- Prix Juteau-Duvigneaux 1936 de l’Académie française
- Monseigneur Jean-Yves Coadou : des missions étrangères, premier évêque de Mysore (1819-1890) , Quimper, Imprimerie Cornouaillaise, 1936, 222 p.
- Monseigneur Jolivet : vicaire apostolique de Natal, Priziac, Orphelinat Saint-Michel, 1937, 190 p. ill.

- Prix Montyon 1941 de l’Académie française
- Monseigneur François-Marie Pellerin : des missions étrangères de Paris, vicaire apostolique de la Cochinchine septentrionale, un grand cœur, Brest, Presse libérale, 1937, 196 p.
- Monseigneur François-Jean-Marie Laouënan : des missions étrangères de Paris, premier archevêque de Pondichéry, un grand évêque de l'Inde, Brest, Presse libérale, 1939, 243 p.
- Une âme d'apôtre : monsieur le Chanoine Octave Salomon ancien inspecteur de l'enseignement libre au diocèse de Quimper et de Léon (1872-1942) , Rennes, Oberthur, 1943, 84 p.
- Une âme ensoleillée : M. le chanoine Paul Peyron : chancelier-archiviste du diocèse de Quimper et de Léon (1842-1920) , Rennes, Imp. "du Nouvelliste", 1944, 226 p. ill.
- avec René Cardaliaguet, Monseigneur Duparc évêque de Quimper et de Léon (1857-1946) : un grand évêque breton, [s.l.], [s.n.], 1948, 229 p.

### Sélection d’articles
- « La litanie des saints dans la prière mortuaire bretonne » dans Mélanges bretons et celtiques offerts à M. J. Loth, Rennes, Oberthur, 1927, p. 155-161.
- La Mort et les Prières Mortuaires en Basse-Bretagne [1928], L'Union Agricole, 11 p. (Feuilleton de L'Union Agricole publié du 20 janvier 1928 au 30 mars 1928).
- « Un grand poète breton, Jean Guillou », dans Bulletin diocésain d'histoire et d'archéologie (Quimper), 1931, p. 43-56.
- « La Maîtresse-Vitre de l'église de Locronan », dans Bulletin diocésain d’histoire et d’archéologie (Quimper), 1933, p. 33-37.
- « Le miracle de Cana », dans Jean-Marie Abgrall, Quatrième congrès marial breton tenu au Folgoat en l'honneur de Marie, Mère de Grâce, [s.d.], p. 157-178.